# Hillbrow Tower
Hillbrow Tower er et højt tårn beliggende i forstaden Hillbrow i Johannesburg, Sydafrika. Tårnet er 269 meter højt, og er den højeste bygning og det højeste tårn i Afrika. Opførelsen af tårnet begyndte i juni 1968 og blev afsluttet tre år senere i april 1971. Byggeomkostningerne var 2 millioner rand Tårnet blev oprindeligt kendt som JG Strijdom Tower efter JG Strijdom, den sydafrikanske premierminister fra 1954 til 1958. Den 31. maj 2005 blev det omdøbt til Telkom Jo'burg Tower.